# Otto Wilhelm Thomé
Otto Wilhelm Thomé (Colonia, 1840 – Colonia, 1925) è stato un botanico, illustratore e pedagogo tedesco, noto soprattutto per la sua raccolta di illustrazioni botaniche sulla Flora von Deutschland, Österreich und der Schweiz in Wort und Bild für Schule und Haus ("Flora di Germania, Austria e Svizzera in parole e immagini per la scuola e la casa"), comprensiva di 4 volumi per un totale di 572 illustrazioni botaniche, pubblicata nel 1885 a Gera, in Germania.
Ripubblicato nel 1903, il lavoro di Thomé fece parte degli 8 volumi dell'opera del botanico polacco Walter Migula. Dal 1897 al 1899 è stato il direttore dell'Hansagymnasium di Colonia.